# Locris villosa
Locris villosa är en insektsart som beskrevs av Victor Lallemand 1929. Locris villosa ingår i släktet Locris och familjen spottstritar. Inga underarter finns listade i Catalogue of Life.